# Пам'ять Комунарів
Па́м'ять Комуна́рів (рос. Память Коммунаров) — селище у складі Романовського району Алтайського краю, Росія. Входить до складу Майської сільської ради.

## Населення
Населення — 38 осіб (2010; 143 у 2002).
Національний склад (станом на 2002 рік):
- росіяни — 82 %